# Canucks de Vancouver
Les Canucks de Vancouver sont une équipe professionnelle de hockey sur glace de la Ligue nationale de hockey située à Vancouver dans la province de la Colombie-Britannique au Canada.

## Histoire de la franchise
Les Canucks de Vancouver sont créés en 1945 dans la Pacific Coast Hockey League (PCHL). Lorsque cette dernière fusionne avec Western Canada Senior Hockey League pour devenir la Western Hockey League, la franchise devient une des 8 premières équipes à y évoluer. Les Canucks intègrent la Ligue nationale de hockey en 1970, lors d'un repêchage d'expansion qui permet également aux Sabres de Buffalo de faire leur apparition dans la ligue. L'entraîneur en chef est alors Harold Laycoe. La vedette des Canucks durant ces premiers jours était André Boudrias, qui a mené l'équipe au points dans 4 des 5 premières saisons.
Une seule des 22 premières saisons de la franchise se solde par un bilan positif. L'équipe en 1982, dirigée par Thomas Gradin, Stanley Smyl et Richard Brodeur, a offert aux Vancouver leurs premières victoires des séries en séries éliminatoires. Cependant, même sa qualification au championnat de la Coupe Stanley en 1982 contre les Islanders de New York s'est produite lors une saison perdante. 
À la suite de l'arrivée de John Quinn comme directeur général à la fin des années 1980, l'équipe connut beaucoup plus de succès.La jeune attaquant excitant, Pavel Boure, s'est finalement rendu en Amérique du Nord en 1991 et a eu un impact immédiat en marquant 34 buts et 60 points en seulement 65 matchs pour remporter le Trophée Calder. En 1991, l'ancienne capitaine, Stan Smyl, a pris sa retraite à l'âge de 33 ans après 13 saisons avec les Canucks. Son numéro 12 a la suite été retiré au début de la saison suivant et devenant ainsi le premier joueur des Canucks à recevoir cet honneur. En 1991-1992 et en 1992-1993, Vancouver a gagné le championnat de la Division Smythe pour la première et deuxième fois depuis 1975, et l'équipe s'est rendu jusqu'à la deuxième ronde des séries éliminatoires pour la première fois depuis 1982. La saison suivante, en 1993-1994, bien que les Canucks n'ont terminé la saison qu'avec une seule victoire de plus que de défaites, l'équipe a battu les Flames de Calgary, les Stars de Dallas et les Maple Leafs de Toronto en route vers sa deuxième participation aux finales de la Coupe Stanley, cette fois contre les Rangers de New York. Malgré avoir perdu trois des quatre premiers matchs, les Canucks forcèrent la présentation d'un septième match qu'ils vinrent très près de remporter, si ce ne fut des lancers de Martin Gélinas et Nathan LaFayette qui ont frappé un poteau. La marque finale fut de 3-2 en faveur des Rangers lors du septième match. Cette saison-là, la vedette des Canucks, Pavel Boure, a mené la ligue avec 60 buts, devenant ainsi le premier et le seul membre de l'équipe à mener la LNH dans cette statistique.
Au cours des années suivantes, l'équipe a connu une période de léthargie, surtout pendant les trois ans où Mark Messier en était le capitaine. Après avoir raté les séries éliminatoires au cours de quatre saisons consécutives, l'équipe a réussi à se situer au-dessus du seuil de respectabilité depuis la saison 2000-2001, Vancouver n'ayant jamais été exclue des éliminatoires depuis cette date jusqu'à la saison 2005-2006. De plus, le premier trio, formé de Markus Näslund, Todd Bertuzzi et Brendan Morrison, a constitué pendant quelques saisons une des combinations les plus puissantes de la ligue. En 2002-2003, Näslund a d'ailleurs été couronné par ses pairs comme étant le joueur le plus utile à son équipe, en remportant le trophée Lester-B.-Pearson. Le 23 juin 2006, le gardien de but Roberto Luongo a été échangé des Panthers de la Floride aux Canucks, consolidant finalement le position du gardien de but après près d'une décennie les meilleurs jours de Kirk McLean. En 2009-2010, Henrik Sedin marquera un record d'équipe de 83 passes et 112 points et remportera le Trophée Hart ainsi que le trophée Art-Ross. Il devenant le premier Canuck à remporter l'un ou l'autre des prix. Pour ses exploits, Henrik Sedin a été nommé capitaine des Canucks avant la 40e saison de l'équipe.
En 2010-2011, l'équipe réalise sa meilleure saison avec 117 points et gagne le Trophée des Présidents. Daniel Sedin rejoint son frère, qui l'a fait la saison précédente, en remportant la trophée Art-Ross .Il remporte également le Trophée Ted-Lindsay attribué au joueur le plus remarquable, voté par la LNHPA. En série, les Canucks accueillent les Blackhawks de Chicago, champion en titre 2010. Menant 3-0, Chicago égalise la série 3-3, mais les Canucks finissent par gagner le 7e match 2-1 en prolongation avec un but d'Alexandre Burrows .Au 2e tour, ils éliminent les Predators de Nashville en 6 matchs, beaucoup aidé par une performance formidable de Ryan Kesler. En finale de l'association de l'Ouest, ils l'emportent facilement contre les Sharks de San José en 5 matchs et accèdent, pour la 3e fois de leur histoire, à la finale de la Coupe Stanley. En finale, les Canucks accueillent les coriaces Bruins de Boston. Les Canucks font très bonne impression en gagnant les deux premiers matchs, mais au 3e et au 4e matchs, les Bruins prennent leur revanche férocement en gagnant 8-1 et 4-0, victimes des beaucoup moins solides matchs de leur gardien : Roberto Luongo. Les Canucks, une fois de plus à domicile gagnent 1-0. C'est alors 3-2 les Canucks. Au 6e match, les Bruins manifestent une fois de plus leur talent en attaque et gagnent 5-2. Au grand soulagement de Canucks, le 7e match se joue à domicile. Cependant, les Canucks ont perdu le match 4-0 face aux Bruins.
Lors de la saison 2011-2012, les Canucks remportent une nouvelle fois le trophée des présidents mais sont sortis dès le premier ronde des séries éliminatoires par les Kings de Los Angeles par 4 victoires à 1. Au repêchage de 2013, après des années de controverse avec les gardiens de but, Cory Schneider a été échangé pour la 9e sélection du New Jersey, que les Canucks ont utilisée pour sélectionner le futur capitaine Bo Horvat. Après la saison 2013-2014, au cours de laquelle les Canucks ont raté les séries éliminatoires pour la première fois depuis 2008, le directeur général, Michael Gillis, a été congédié en faveur de James Benning. Sous Benning et le nouvel entraîneur-chef Willie Desjardins, les Canucks surprennent et se qualifient pour les séries éliminatoires de 2015 avec 101 points. Cependant, en séries éliminatoires, ils ont été rapidement éliminés en 6 matchs par les Flames de Calgary Les Canucks sont parmi les pires équipes de la LNH au cours des 4 prochaines années. La performance médiocre de l'équipe se traduit par des choix élevés au repêchage qui ont abouti à des joueurs importants comme Quinton Hughes, Elias Pettersson, Brock Boeser et Thatcher Demko. Le 7 avril 2018, après 17 saisons avec l'équipe, les jumeaux Sedin prennent leur retraite. Leurs numéros 22 et 33 sont retirés près de 2 ans plus tard, le 12 février 2020. Le 5e choix au repêchage des Canucks en 2017, Elias Pettersson, remportent le Trophée Calder en tant que recrue de l'année en 2019. Les Canucks atteignent enfin de nouveau les séries éliminatoires en 2020, devenant ainsi la 7e équipe classée dans l'association de l'ouest. Les Canucks atteignent le deuxième ronde, perdant finalement en match numero 7 contre les Golden Knights de Vegas. Ce fut la plus longue série de l'histoire des Canucks outre les trois dernières participations à la Finale de la Coupe Stanley.

## Logos et uniformes
Les Canucks de Vancouver ont changé 13 fois de logos et d'uniformes dans la LNH. Le premier logo des Canucks a été créé en 1971 et servi jusqu'en 1978. Le logo était un rectangle arrondi avec un bâton de hockey à l'intérieur et une bordure formant un C.
En 1978, pour avoir une image plus agressive, les Canucks engage une firme de San Francisco, Beyl & Boyl pour dessiner les nouveaux uniformes. Ceux-ci étaient un composé d'orange, de jaune et de noir et avait un V, le logo était alors situé seulement sur les épaules.
En 1985, le V est abandonné et remplacé par un logo, constitué d'un cercle et à l'intérieur d'un patin dont la lame est constitué du mot CANUCKS, mais l'orange, le jaune et le noir furent conservés comme couleur de l'équipe. En 1989, le chandail à domicile passa du jaune au blanc comme la plupart des autres équipes. Entre 1989 et 1992, de petits changements furent faits sur le logo.
En 1997, les Canucks dévoilent un nouveau logo, un C stylisé représentant un épaulard. Ce logo était de couleur rouge, gris et bleu.
En 2007, l'équipe dévoile ses nouvelles couleurs ; le bleu, le vert, le blanc et l'argent. On modifie ainsi le logo de l'orque en le recoloriant. Cette même année, les Canucks dévoilent un troisième chandail qui est constitué du premier logo de l'équipe et du mot CANUCKS qui est ajouté au-dessus du logo.
En 2008, le troisième chandail est modifié ; le mot CANUCKS est supprimé et l'on dévoile un nouveau logo qui est utilisé sur les épaules ; un V et la tête de Johnny Canuck. C'est alors la première fois depuis que l'équipe a rejoint la LNH que Johnny Canuck apparaît sur un chandail des Canucks.
En 2010, l'équipe dévoile un nouveau chandail, qui est le quatrième utilisé dans la saison 2010-2011, pour célébrer le 40e anniversaire de l'équipe. Le chandail est blanc et emprunte le premier logo de la franchise.
En 2019, l'équipe dévoile un nouveau désign modifié de la chandail qui a été introduit en 2007. Le nom de la ville "VANCOUVER" qui était placé au-dessus du logo de l'orque a été supprimé, tandis que l'orque elle-même a été agrandie. Les patchs d'épaule ont également été modifiés à une nouvelle version principalement blanche du logo original.

## Identité de l'équipe

### Logos
Depuis leurs débuts dans la LNH, les Canucks ont utilisé 3 logos radicalement différents.

1970-1978
1978-1992
1992-1997
1997-2007
2007-?
Logo actuel

## Les joueurs

### Effectif actuel
| No    | Nom                      | Nat. | Position      | Arrivée                          | Salaire        |
| ----- | ------------------------ | ---- | ------------- | -------------------------------- | -------------- |
| +030, | Spencer Martin           |      | Gardien       | 2021 - Lightning de Tampa Bay    | +00762 500, $  |
| +035, | Thatcher Demko           |      | Gardien       | 2014 - Repêchage                 | +05 000 000, $ |
| +002, | Luke Schenn              |      | Défenseur     | 2021 - Agent libre               | +00850 000, $  |
| +003, | Jack Rathbone            |      | Défenseur     | 2017 - Repêchage                 | +00850 000, $  |
| +005, | Tucker Poolman           |      | Défenseur     | 2021 - Agent libre               | +02 500 000, $ |
| +023, | Oliver Ekman Larsson – A |      | Défenseur     | 2021 - Coyotes de l'Arizona      | +07 260 000, $ |
| +024, | Travis Dermott           |      | Défenseur     | 2022 - Maple Leafs de Toronto    | +01 500 000, $ |
| +043, | Quinton Hughes           |      | Défenseur     | 2018 - Repêchage                 | +07 850 000, $ |
| +044, | Kyle Burroughs           |      | Défenseur     | 2021 - Agent libre               | +00750 000, $  |
| +055, | Guillaume Brisebois      |      | Défenseur     | 2015 - Repêchage                 | +00750 000, $  |
| +057, | Tyler Myers              |      | Défenseur     | 2019 - Agent libre               | +06 000 000, $ |
| +061, | Riley Stillman           |      | Défenseur     | 2022 - Blackhawks de Chicago     | +01 350 000, $ |
| +074, | Ethan Bear               |      | Défenseur     | 2022 - Hurricanes de la Caroline | +01 800 000, $ |
| +006, | Brock Boeser             |      | Ailier droit  | 2015 - Repêchage                 | +06 650 000, $ |
| +008, | Conor Garland            |      | Ailier gauche | 2021 - Coyotes de l'Arizona      | +04 950 000, $ |
| +009, | J.T. Miller – A          |      | Centre        | 2019 - Lightning de Tampa Bay    | +05 250 000, $ |
| +018, | Jack Studnicka           |      | Centre        | 2022 - Bruins de Boston          | +00762 500, $  |
| +020, | Curtis Lazar             |      | Centre        | 2022 - Agent libre               | +01 000 000, $ |
| +021, | Nils Höglander           |      | Ailier gauche | 2019 - Repêchage                 | +00891 667, $  |
| +040, | Elias Pettersson         |      | Centre        | 2017 - Repêchage                 | +07 350 000, $ |
| +053, | Bo Horvat – C            |      | Centre        | 2013 - Repêchage                 | +05 500 000, $ |
| +065, | Ilia Mikheïev            |      | Ailier droit  | 2022 - Agent libre               | +04 750 000, $ |
| +070, | Tanner Pearson           |      | Ailier gauche | 2019 - Penguins de Pittsburgh    | +03 250 000, $ |
| +081, | Dakota Joshua            |      | Centre        | 2022 - Agent libre               | +00825 000, $  |
| +088, | Nils Åman                |      | Centre        | 2022 - Agent libre               | +00883 750, $  |
| +092, | Vassili Podkolzine       |      | Ailier droit  | 2019 - Repêchage                 | +00925 000, $  |
| +096, | Andreï Kouzmenko         |      | Ailier gauche | 2022 - Agent libre               | +00950 000, $  |

### Capitaines
Voici la liste des capitaines des Canucks de Vancouver :
| Période     | Joueur(s)                                      |
| ----------- | ---------------------------------------------- |
| 1970-1974   | Orland Kurtenbach                              |
| 1975-1976   | André Boudrias                                 |
| 1976-1977   | Christopher Oddleifson                         |
| 1977-1979   | Donald Lever                                   |
| 1979-1982   | Kevin McCarthy (en)                            |
| 1982-1990   | Stanley Smyl                                   |
| 1990        | Trevor Linden, Douglas Lidster et Daniel Quinn |
| 1990-1997   | Trevor Linden                                  |
| 1997-2000   | Mark Messier                                   |
| 2000-2008   | Markus Näslund                                 |
| 2008-2010   | Roberto Luongo                                 |
| 2010-2018   | Henrik Sedin                                   |
| 2018-2019   | aucun                                          |
| 2019-2023   | Bowie Horvat                                   |
| Depuis 2023 | Quinton Hughes                                 |

### Numéros retirés et honorés
Numéros retirés

À l'heure actuelle, six anciens joueurs des Canucks ont vu leur numéro retirés.
| No  | Joueur         | Position      | Carrière            | Date du retrait   |
| --- | -------------- | ------------- | ------------------- | ----------------- |
| 10  | Pavel Boure    | Ailier droit  | 1987-2005           | 2 novembre 2013   |
| 12  | Stanley Smyl   | Ailier droit  | 1978-1991           | 3 novembre 1991   |
| 16  | Trevor Linden  | Centre        | Depuis 9 avril 2014 | 17 septembre 2008 |
| 19  | Markus Näslund | Ailier gauche | 1989-2010           | 11 décembre 2010  |
| 22  | Daniel Sedin   | Ailier gauche | 1997-2018           | 12 février 2020   |
| 33  | Henrik Sedin   | Centre        | 1997-2018           | 12 février 2020   |
| 99* | Wayne Gretzky  | Centre        | 1978-1999           | 6 février 2000    |

* Numéro retiré pour toutes les équipes par la LNH lors du 50e Match des étoiles.

Numéros honorés
| No | Joueur      | Position      | Carrière  | Date du retrait |
| -- | ----------- | ------------- | --------- | --------------- |
| 11 | Wayne Maki  | Ailier gauche | 1965-1972 | —               |
| 28 | Luc Bourdon | Défenseur     | 2006-2008 | —               |

### Choix de premier tour
Chaque année depuis 1963, les joueurs des ligues juniors ont la possibilité de signer des contrats avec les franchises de la LNH. Cette section présente les joueurs qui ont été choisis par les Canucks lors du premier tour. Ces choix peuvent être échangé et ainsi, une année les Canucks peuvent très bien ne pas avoir eu de choix de premier tour.
| Année | Joueur                        | Choix                    | Équipe junior                                                 |
| ----- | ----------------------------- | ------------------------ | ------------------------------------------------------------- |
| 1980  | Rick Lanz                     | 7e au total              | Generals d'Oshawa (LHO)                                       |
| 1981  | Garth Butcher                 | 10e au total             | Pats de Regina (LHOu)                                         |
| 1982  | Michel Petit                  | 11e au total             | Faucons de Sherbrooke (LHJMQ)                                 |
| 1983  | Cam Neely                     | 9e au total              | Winter Hawks de Portland (LHOu)                               |
| 1984  | Jean-Jacques Daigneault       | 10e au total             | Chevaliers de Longueuil (LHJMQ)                               |
| 1985  | Jim Sandlak                   | 4e au total              | Knights de London (LHO)                                       |
| 1986  | Dan Woodley                   | 7e au total              | Winter Hawks de Portland (LHOu)                               |
| 1987  | Aucun                         | Aucun                    | Aucun                                                         |
| 1988  | Trevor Linden                 | 2e au total              | Tigers de Medicine Hat (LHOu)                                 |
| 1989  | Jason Herter                  | 8e au total              | Fighting Sioux de North Dakota (NCAA)                         |
| 1990  | Petr Nedved Shawn Antoski     | 2e au total 18e au total | Thunderbirds de Seattle (LHOu) Centennials de North Bay (LHO) |
| 1991  | Alek Stojanov                 | 7e au total              | Dukes de Hamilton (LHO)                                       |
| 1992  | Libor Polasek                 | 21e au total             | HC Vitkovice (Extraliga Tch.)                                 |
| 1993  | Mike Wilson                   | 20e au total             | Wolves de Sudbury (LHO)                                       |
| 1994  | Mattias Öhlund                | 13e au total             | Piteå (Elitserien)                                            |
| 1995  | Aucun                         | Aucun                    | Aucun                                                         |
| 1996  | Josh Holden                   | 12e au total             | Pats de Regina (LHOu)                                         |
| 1997  | Brad Ference                  | 10e au total             | Chiefs de Spokane (LHOu)                                      |
| 1998  | Bryan Allen                   | 4e au total              | Generals d'Oshawa (LHO)                                       |
| 1999  | Daniel Sedin Henrik Sedin     | 2e au total 3e au total  | MODO Hockey (Elitserien) MODO Hockey (Elitserien)             |
| 2000  | Nathan Smith                  | 21e au total             | Broncos de Swift Current (LHOu)                               |
| 2001  | R.J. Umberger                 | 16e au total             | Buckeyes d'Ohio State (NCAA)                                  |
| 2002  | Aucun                         | Aucun                    | Aucun                                                         |
| 2003  | Ryan Kesler                   | 21e au total             | Buckeyes d'Ohio State (NCAA)                                  |
| 2004  | Cory Schneider                | 26e au total             | Phillips-Andover (USHSE)                                      |
| 2005  | Luc Bourdon                   | 10e au total             | Foreurs de Val d'Or (LHJMQ)                                   |
| 2006  | Michael Grabner               | 14e au total             | Chiefs de Spokane (LHOu)                                      |
| 2007  | Patrick White                 | 25e au total             | Tri-City (USHL)                                               |
| 2008  | Cody Hodgson                  | 10e au total             | Battalion de Brampton (LHO)                                   |
| 2009  | Jordan Schroeder              | 22e au total             | Golden Gophers du Minnesota (WCHA)                            |
| 2010  | Aucun                         | Aucun                    | Aucun                                                         |
| 2011  | Nicklas Jensen                | 29e au total             | Generals d'Oshawa (LHO)                                       |
| 2012  | Brendan Gaunce                | 26e au total             | Bulls de Belleville (LHO)                                     |
| 2013  | Bowie Horvat Hunter Shinkaruk | 9e au total 24e au total | Knights de London (LHO) Tigers de Medicine Hat (LHOu)         |
| 2014  | Jake Virtanen Jared McCann    | 6e au total 24e au total | Hitmen de Calgary (LHOu) Greyhounds de Sault Ste. Marie (LHO) |
| 2015  | Brock Boeser                  | 23e au total             | Black Hawks de Waterloo (USHL)                                |
| 2016  | Olli Juolevi                  | 5e au total              | Knights de London (LHO)                                       |
| 2017  | Elias Pettersson              | 5e au total              | Timra IK (Allsvenskan)                                        |
| 2018  | Quinn Hughes                  | 7e au total              | Wolverines du Michigan (NCAA)                                 |
| 2019  | Vassili Podkolzine            | 10e au total             | SKA-Neva (VHL)                                                |
| 2020  | Aucun                         | Aucun                    | Aucun                                                         |
| 2021  | Aucun                         | Aucun                    | Aucun                                                         |
| 2022  | Jonathan Lekkerimäki          | 15e au total             | Djurgården IF (SHL)                                           |

## Dirigeants

### Entraîneurs-chefs
| No | Nom                     | Engagement       | Départ           | Saison régulière | Saison régulière | Saison régulière | Saison régulière | Saison régulière | Saison régulière | Saison régulière | Séries éliminatoires | Séries éliminatoires | Séries éliminatoires | Séries éliminatoires | Remarques                                                       |
| No | Nom                     | Engagement       | Départ           | PJ               | V                | D                | N                | DP               | P                | % V              | PJ                   | V                    | D                    | % V                  | Remarques                                                       |
| -- | ----------------------- | ---------------- | ---------------- | ---------------- | ---------------- | ---------------- | ---------------- | ---------------- | ---------------- | ---------------- | -------------------- | -------------------- | -------------------- | -------------------- | --------------------------------------------------------------- |
| 1  | Harold Laycoe           | 1970             | 1972             | 156              | 44               | 96               | 16               | -                | 104              | 28,2             | -                    | -                    | -                    | -                    |                                                                 |
| 2  | Victor Stasiuk          | 1972             | 1973             | 78               | 22               | 47               | 9                | -                | 53               | 28,2             | -                    | -                    | -                    | -                    |                                                                 |
| 3  | William McCreary        | 1973             | janvier 1974     | 41               | 9                | 25               | 7                | -                | 25               | 22,0             | -                    | -                    | -                    | -                    |                                                                 |
| 4  | Philip Maloney          | janvier 1974     | décembre 1976    | 232              | 95               | 105              | 32               | -                | 222              | 40,9             | 7                    | 1                    | 6                    | 14,3                 |                                                                 |
| 5  | Orland Kurtenbach       | décembre 1976    | 1978             | 125              | 36               | 62               | 27               | -                | 99               | 28,8             | -                    | -                    | -                    | -                    |                                                                 |
| 6  | Harold Neale            | 1978             | mars 1982        | 315              | 106              | 144              | 65               | -                | 177              | 33,7             | 10                   | 2                    | 8                    | 20,0                 |                                                                 |
| 7  | Roger Neilson           | mars 1982        | 18 janvier 1984  | 133              | 51               | 61               | 21               | -                | 123              | 38,3             | 21                   | 12                   | 9                    | 57,1                 | Finale de la Coupe Stanley 1982                                 |
| 8  | Harold Neale            | janvier 1984     | 1984             | 32               | 15               | 13               | 4                | -                | 34               | 46,9             | 4                    | 1                    | 3                    | 25,0                 |                                                                 |
| 9  | Bill LaForge (en)       | 1984             | 21 novembre 1984 | 20               | 4                | 14               | 2                | -                | 10               | 20,0             | -                    | -                    | -                    | -                    |                                                                 |
| 10 | Harold Neale            | novembre 1984    | avril 1985       | 60               | 21               | 32               | 7                | -                | 49               | 35,0             | -                    | -                    | -                    | -                    |                                                                 |
| 11 | Tom Watt (en)           | 1985             | 1987             | 160              | 52               | 87               | 21               | -                | 125              | 32,5             | 3                    | 0                    | 3                    | 0,0                  |                                                                 |
| 12 | Robert McCammon         | 22 juin 1987     | 1991             | 294              | 102              | 156              | 36               | -                | 240              | 34,7             | 7                    | 3                    | 4                    | 42,9                 |                                                                 |
| 13 | Patrick Quinn           | 1991             | 10 août 1994     | 274              | 138              | 108              | 28               | -                | 304              | 50,4             | 55                   | 29                   | 26                   | 52,7                 | trophée Jack-Adams en 1991-1992 Finale de la Coupe Stanley 1994 |
| 14 | Richard Ley             | 10 août 1994     | 28 mars 1996     | 124              | 47               | 50               | 27               | -                | 37,9             | 121              | 11                   | 4                    | 7                    | 36,4                 |                                                                 |
| 15 | Patrick Quinn           | 28 mars 1996     | 1996             | 6                | 3                | 3                | 0                | -                | 6                | 50,0             | 6                    | 2                    | 4                    | 33,3                 |                                                                 |
| 16 | Thomas Renney           | 1996             | 13 novembre 1997 | 101              | 39               | 53               | 9                | -                | 87               | 38,6             | -                    | -                    | -                    | -                    |                                                                 |
| 17 | Michael Keenan          | 13 novembre 1997 | 25 janvier 1999  | 108              | 36               | 54               | 18               | -                | 90               | 33,3             | -                    | -                    | -                    | -                    |                                                                 |
| 18 | Marc Crawford           | 25 janvier 1999  | 25 avril 2006    | 529              | 246              | 189              | 62               | 32               | 586              | 46,5             | 27                   | 12                   | 15                   | 44,4                 |                                                                 |
| 19 | Alain Vigneault         | 20 juin 2006     | 22 mai 2013      | 540              | 313              | 170              | -                | 57               | 683              | 58,0             | 68                   | 33                   | 35                   | 48,5                 | trophée Jack-Adams en 2006-2007 Finale de la Coupe Stanley 2011 |
| 20 | John Tortorella         | 25 juin 2013     | 1er mai 2014     | 82               | 36               | 35               | -                | 11               | 83               | 43,9             | -                    | -                    | -                    | -                    |                                                                 |
| 21 | Wilbrod Desjardins (en) | 23 juin 2014     | 10 avril 2017    | 246              | 109              | 110              | -                | 27               | 245              | 49,8             | 6                    | 2                    | 4                    | 33,3                 |                                                                 |
| 22 | Travis Green            | 26 avril 2017    | 5 décembre 2021  | 316              | 135              | 147              | -                | 34               | 304              | 48,1             | 17                   | 10                   | 7                    | 58,5                 |                                                                 |
| 23 | Bruce Boudreau          | 5 décembre 2021  | 22 janvier 2023  | 105              | 51               | 41               | -                | 13               | 115              | 54,8             | -                    | -                    | -                    | -                    |                                                                 |
| 24 | Richard Tocchet         | 22 janvier 2023  | 29 avril 2025    | 200              | 108              | 65               | -                | 27               | 243              | --               | 13                   | 7                    | 6                    | 53,8                 | trophée Jack-Adams en 2023-2024                                 |
| 25 | Adam Foote              | 14 mai 2025      |                  |                  |                  |                  |                  |                  |                  |                  |                      |                      |                      |                      |                                                                 |

### Directeurs généraux
| No | Nom                           | Engagement       | Départ          | Remarques                                                                |
| -- | ----------------------------- | ---------------- | --------------- | ------------------------------------------------------------------------ |
| 1  | Norman Poile                  | 25 février 1970  | avril 1973      |                                                                          |
| 2  | Harold Laycoe                 | avril 1973       | 31 janvier 1974 |                                                                          |
| 3  | Philip Maloney                | 31 janvier 1974  | 31 mai 1977     |                                                                          |
| 4  | John Milford (en)             | 31 mai 1977      | juin 1982       | Finale de la Coupe Stanley 1982                                          |
| 5  | Harold Neale                  | juin 1982        | 23 mai 1985     |                                                                          |
| 6  | John Gordon (en)              | 4 juin 1985      | 1er juin 1987   |                                                                          |
| 7  | Patrick Quinn                 | 1er juin 1987    | 4 novembre 1997 | Finale de la Coupe Stanley 1994                                          |
|    | Michael Keenan (ad interim)   | 14 novembre 1997 | 22 juin 1998    |                                                                          |
| 8  | Brian Burke                   | 22 juin 1998     | 3 mai 2004      |                                                                          |
| 9  | David Nonis (en)              | 6 mai 2004       | 14 avril 2008   |                                                                          |
| 10 | Michael Gillis                | 23 avril 2008    | 8 avril 2014    | Directeur général de la saison 2010-2011 Finale de la Coupe Stanley 2011 |
| 11 | James Benning                 | 21 mai 2014      | 5 décembre 2021 |                                                                          |
|    | Stanley Smyl (ad interim)     | 5 décembre 2021  | 9 décembre 2021 |                                                                          |
|    | James Rutherford (ad interim) | 9 décembre 2021  | 26 janvier 2022 |                                                                          |
| 12 | Patrik Allvin                 | 26 janvier 2022  |                 |                                                                          |

## Au temple de la renommée
Les joueurs suivants sont membres du Temple de la renommée :
- Andrew Bathgate
- Pavel Boure
- John Bower
- Anthony Esposito
- Igor Larionov
- Mark Messier
- Cameron Neely
- Allan Stanley
- Lorne Worsley
- Roberto Luongo
- Henrik Sedin
- Daniel Sedin
- Frank Griffiths (en) (propriétaire)
- John Milford (en) (directeur général)
- Roger Neilson (entraîneur)
- Norman Poile (directeur général)

## Meilleurs pointeurs des Canucks
| Joueur         | PJ   | B   | A   | Pts  |
| -------------- | ---- | --- | --- | ---- |
| Henrik Sedin   | 1330 | 240 | 830 | 1070 |
| Daniel Sedin   | 1306 | 393 | 648 | 1041 |
| Markus Naslund | 882  | 346 | 410 | 756  |
| Trevor Linden  | 1140 | 318 | 415 | 733  |
| Stan Smyl      | 896  | 262 | 411 | 673  |
| Thomas Gradin  | 613  | 197 | 353 | 550  |
| Pavel Boure    | 428  | 254 | 224 | 478  |
| Tony Tanti     | 531  | 250 | 220 | 470  |
| Todd Bertuzzi  | 518  | 188 | 261 | 449  |
| Don Lever      | 593  | 186 | 221 | 407  |

- Les joueurs en gras sont toujours en activité.

## Records de la franchise

### Équipe
70 parties ou plus
- Le plus de points : 117 en 2010-2011
- Le plus de victoires : 54 en 2010-2011
- Le plus de matchs nuls : 20 en 1980-1981
- Le plus de défaites : 50 en 1971-1972
- Le plus de buts pour : 346 en 1992-1993
- Le plus de buts contre : 401 en 1984-1985
- Le moins de points : 48 en 1971-1972
- Le moins de victoires : 20 en 1971-1972 et en 1977-1978
- Le moins de matchs nuls : 3 en 1993-1994
- Le moins de défaites : 19 en 2010-2011
- Le moins de buts pour : 192 en 1998-1999
- Le moins de buts contre : 185 en 2010-2011
- La plus longue série consécutive de victoires (en tout) : 10, du 9 au 30 novembre 2002
- La plus longue série consécutive de victoires (à domicile) : 11, du 3 février au 19 mars 2009
- La plus longue série consécutive de victoires (à l'étranger) : 9, du 5 au 29 mars 2011
- La plus longue série consécutive sans défaite (en tout) : 14, du 26 janvier au 25 février 2003 (10 victoires et 4 matchs nuls ou perdus en prolongation)
- La plus longue série consécutive sans défaite (à domicile) : 18, du 4 novembre 1992 au 16 janvier 1993 (16 victoires et 2 matchs nuls)
- La plus longue série consécutive sans défaite (à l'étranger) : 9, du 4 février au 3 mars 2003 (6 victoires et 3 matchs nuls ou perdus en prolongation) et du 5 au 29 mars 2011 (9 victoires)
- La plus longue série consécutive de défaites (en tout) : 10, du 23 octobre au 11 novembre 1997
- La plus longue série consécutive de défaites (à domicile) : 6, du 18 décembre 1970 au 20 janvier 1971
- La plus longue série consécutive de défaites (à l'étranger) : 12, du 28 novembre 1981 au 6 février 1982
- La plus longue série consécutive sans victoire (en tout) : 13, du 9 novembre au 7 décembre 1973 (10 défaites et 3 matchs nuls)
- La plus longue série consécutive sans victoire (à domicile) : 11, du 18 décembre 1970 au 6 février 1971 (10 défaites et un match nul)
- La plus longue série consécutive sans victoire (à l'étranger) : 20, du 2 janvier au 2 avril 1986
- Le plus de blanchissages en une saison : 10 en 2008-2009
- Le plus de minutes de pénalités en une saison : 2 326 en 1992-1993
- Le plus de points en un match : 11, le 28 mars 1971 (Calgary 5 à Vancouver 11), le 25 novembre 1986 (Los Angeles 5 à Vancouver 11) et le 1er mars 1992 (Calgary 0 à Vancouver 11)

### Individuel
- Le plus de saisons : 17, Henrik Sedin et Daniel Sedin
- Le plus de matchs : 1 330, Henrik Sedin
- Le plus de buts en carrière : 393, Daniel Sedin
- Le plus de passes en carrière : 830, Henrik Sedin
- Le plus de points en carrière : 1 070, Henrik Sedin (240B, 830A)
- Le plus de minutes de pénalités en carrière : 2 127, Gino Odjick
- Le plus de blanchissage en carrière : 38, Roberto Luongo
- La plus longue série consécutive de matchs : 679, Henrik Sedin (du 21 mars 2004 au 18 janvier 2013)
- Le plus de buts en une saison : 60, Pavel Boure en 1992-1993 et en 1993-1994
- Le plus de passes en une saison : 83, Henrik Sedin en 2009-2010
- Le plus de points en une saison : 112, Henrik Sedin en 2009-2010 (29B, 83A)
- Le plus de minutes de pénalités en une saison : 372, Donald Brashear en 1997-1998
- Le plus de points par un défenseur en une saison : 63, Doug Lidster en 1986-1987 (12B, 51A)
- Le plus de points par un centre en une saison : 112, Henrik Sedin en 2009-2010 (29B, 83A)
- Le plus de points par un ailier droit en une saison : 110, Pavel Boure en 1992-1993 (60B, 50A)
- Le plus de points par un ailier gauche en une saison : 104, Markus Näslund en 2002-2003 (48B, 56A) et Daniel Sedin en 2010-2011 (41B, 63A)
- Le plus de points par une recrue en une saison : 66, Elias Pettersson en 2018-2019 (27B, 39A)
- Le plus de blanchissages en une saison : 9, Roberto Luongo en 2008-2009
- Le plus de buts en un match : 4, (Réalisé en 12 occasions)
- Le plus de passes en un match : 6, Patrik Sundström le 29 février 1984
- Le plus de points en un match : 7, Patrik Sundström le 29 février 1984 (1B, 6A)